# 云峰寺 (桂林)
云峰寺位于中国广西壮族自治区桂林市象鼻山西麓。该寺始建于唐代，当时称“温灵庙”，为道家祈雨之建筑。宋嘉定七年（1214年）广西提点刑狱方信孺在此建“云崖轩”。明代县令邰以仁在云崖轩旧址建“范方祠”，以纪念范成大、方信孺。清代改建为“云峰寺”，光绪末年又改为“福利庵”。历代祀奉不专。咸丰二年（1852年）太平军来犯，在象鼻山顶设大炮攻击桂林城，工程指挥部即位于该寺。光绪二十六年（1900年）改建为砖木结构，共有三进，前两进为五开间，第三进为小三开间，两边二进为两层楼，中间正殿设须弥座供奉佛像。抗日战争中原寺被毁，1953年修缮。1966年公布为桂林市文物保护单位。后因白蚁成灾，于1979年重建，为钢筋水泥仿古建筑，作为太平天国遗迹加以保护，总面积为1852.6平方米。现为云峰寺陈列馆，有“太平天国革命在桂林”史迹陈列，该寺现在是象山景区的一部分。